# نورمات میرزابایف
نورمات میرزابایف (قزاقی: Nurmat Narmanuly Myrzabaev؛ زادهٔ ۱۱ نوامبر ۱۹۷۲) بازیکن فوتبال اهل قزاقستان است.
از باشگاه‌هایی که در آن بازی کرده‌است می‌توان به باشگاه فوتبال قزل‌یار، باشگاه فوتبال آق‌تپه، و باشگاه فوتبال ایرتیش پاولودار اشاره کرد.
وی همچنین در تیم ملی فوتبال قزاقستان بازی کرده‌است.